# Parafia św. Mikołaja w Czulicach
Parafia świętego Mikołaja w Czulicach – rzymskokatolicka parafia znajdująca się w archidiecezji krakowskiej, w dekanacie Wawrzeńczyce, w Polsce.

## Historia
Ponieważ pierwsza wzmianka o parafii i proboszczu Hermanie znalazła się w pochodzących z lat 1325–1327 rejestrach dziesięciny papieskiej przyjmuje się, że parafia musiała powstać wcześniej. W drugiej połowie XIV wieku do parafii należeli wierni z: Czulic, Wronina, Wronińca, Karniowa i części Czernichowa (część Czernichowa należała do parafii w Igołomii). 
W XVI w miejscowości działała szkoła parafialna. W latach 1708–1710 w Czulicach i sąsiadującym z nimi Karniowem, który należał do biskupów krakowskich, mieszkał administrator generalny diecezji krakowskiej, a potem jej biskup Kazimierz Łubieński. Uciekający przed epidemiami biskup przewodniczył parafialnym uroczystościom Bożego Ciała, odprawiał pasterkę oraz wyświęcał kleryków.

## Proboszczowie
- Herman XIV w. [1]
- Piotr z Górczyna (1583– 1585)[1]
- Franciszek Minocki (XVIII w.)[1]
- Konstanty Ptaszyński (XVIII w.)[1]
- Andrzej Bielski (XIX w.)[1]
- ks. Wiesław Grzechynia (1994- 2004)
- ks. Zygmunt Cholewa (2004 – ?)[2]
- ks. Kazimierz Szarek (2018–2024)[3][4]
- ks. Janusz Krupa (2024 – )[4]